# Qualificazioni al Campionato africano maschile di pallacanestro 2021
Le Qualificazioni al Campionato africano maschile di pallacanestro 2021 si sono svolte in diverse date del 2020 e 2021 ed hanno determinato le squadre partecipanti al Campionato africano del 2021.
Le nazionali sono state suddivise in cinque gruppi da quattro squadre ciascuno, ognuno dei quali dava l'accesso alle prime tre classificate.

## Pre-qualificazioni
Le pre-qualificazioni si sono svolte a gennaio 2020, dove solo la vincente di ogni gruppo ha avuto accesso alla fase successiva.

### Gruppo A
| Squadra 1 | Totale  | Squadra 2  | Andata | Ritorno |
| --------- | ------- | ---------- | ------ | ------- |
| Algeria   | 169–166 | Capo Verde | 79–67  | 90–99   |

| Staoueli 15 gennaio 2020, ore 16:30                                                                                             | Algeria    | 79 – 67 (23-10, 38-30, 62-54) referto | Capo Verde | Salle OMS |
| Ammour 19 Punti 16 Coronel Kaouane 6 Assist 3 I. Almeida Ammour 9 Rimbalzi 10 I. Almeida Bilal Faid Allenatori Emanuel Trovoada |            |                                       |            |           |
| |            |                                       |            |           |
| Ammour 19 | Punti      | 16 Coronel                            |            |           |
| Kaouane 6 | Assist     | 3 I. Almeida                          |            |           |
| Ammour 9 | Rimbalzi   | 10 I. Almeida                         |            |           |
| Bilal Faid | Allenatori | Emanuel Trovoada                      |            |           |

| Staoueli 16 gennaio 2020, ore 16:30                                                                                               | Capo Verde | 99 – 90 (17-21, 40-37, 66-66) referto | Algeria | Salle OMS |
| I. Almeida 27 Punti 30 Ammour I. Almeida 6 Assist 7 Ammour I. Almeida 11 Rimbalzi 7 Ammour Emanuel Trovoada Allenatori Bilal Faid |            |                                       |         |           |
| |            |                                       |         |           |
| I. Almeida 27 | Punti      | 30 Ammour                             |         |           |
| I. Almeida 6 | Assist     | 7 Ammour                              |         |           |
| I. Almeida 11 | Rimbalzi   | 7 Ammour                              |         |           |
| Emanuel Trovoada | Allenatori | Bilal Faid                            |         |           |

### Gruppo B
Ghana, Liberia e Niger avrebbero dovuto giocarsi la qualificazione in Liberia, ma il torneo è stato cancellato.

| Pos | Squadra     | G | V | P | PF | PS | DP | Pt | Qualificazione |
| --- | ----------- | - | - | - | -- | -- | -- | -- | -------------- |
| 1   | Ghana       | 0 | 0 | 0 | 0  | 0  | 0  | 0  | Qualificazioni |
| 2   | Liberia (H) | 0 | 0 | 0 | 0  | 0  | 0  | 0  |                |
| 3   | Niger       | 0 | 0 | 0 | 0  | 0  | 0  | 0  |                |

### Gruppo C
| Pos | Squadra                | G | V | P | PF  | PS  | DP  | Pt | Qualificazione |
| --- | ---------------------- | - | - | - | --- | --- | --- | -- | -------------- |
| 1   | Guinea Equatoriale (H) | 4 | 4 | 0 | 283 | 254 | +29 | 8  | Qualificazioni |
| 2   | Ciad                   | 4 | 2 | 2 | 288 | 257 | +31 | 6  |                |
| 3   | Gabon                  | 4 | 0 | 4 | 229 | 289 | −60 | 4  |                |

| Malabo 14 gennaio 2020 | Guinea Equatoriale | 59 – 52 | Gabon | Polideportivo de Malabo |

| Malabo 15 gennaio 2020 | Gabon | 61 – 78 | Ciad | Polideportivo de Malabo |

| Malabo 16 gennaio 2020 | Ciad | 71 – 81 | Guinea Equatoriale | Polideportivo de Malabo |

| Malabo 17 gennaio 2020 | Ciad | 75 – 49 | Gabon | Polideportivo de Malabo |

| Malabo 18 gennaio 2020 | Gabon | 67 – 77 | Guinea Equatoriale | Polideportivo de Malabo |

| Malabo 19 gennaio 2020 | Guinea Equatoriale | 66 – 64 | Ciad | Polideportivo de Malabo |

### Gruppo D
| Pos | Squadra       | G | V | P | PF  | PS  | DP   | Pt | Qualificazione |
| --- | ------------- | - | - | - | --- | --- | ---- | -- | -------------- |
| 1   | Kenya (H)     | 5 | 5 | 0 | 484 | 351 | +133 | 10 | Qualificazioni |
| 2   | Sudan del Sud | 5 | 4 | 1 | 506 | 329 | +177 | 9  |                |
| 3   | Burundi       | 5 | 3 | 2 | 430 | 391 | +39  | 8  |                |
| 4   | Somalia       | 5 | 2 | 3 | 442 | 480 | −38  | 7  |                |
| 5   | Tanzania      | 5 | 1 | 4 | 357 | 459 | −102 | 6  |                |
| 6   | Eritrea       | 5 | 0 | 5 | 317 | 526 | −209 | 5  |                |

| Nairobi 14 gennaio 2020, ore 16:15                                                                  | Sudan del Sud | 112 – 79 referto | Somalia | Nyayo National Stadium |
| Kuany 21 Punti 22 Mohamed Bak 3 Assist 3 Guled Mayot 12 Rimbalzi 9 Mohamed Lloyd Gardner Allenatori |               |                  |         |                        |
| |               |                  |         |                        |
| Kuany 21                                                                                            | Punti         | 22 Mohamed       |         |                        |
| Bak 3                                                                                               | Assist        | 3 Guled          |         |                        |
| Mayot 12                                                                                            | Rimbalzi      | 9 Mohamed        |         |                        |
| Lloyd Gardner                                                                                       | Allenatori    |                  |         |                        |

| Nairobi 14 gennaio 2020, ore 18:30                                                                | Kenya      | 112 – 64 referto | Eritrea | Nyayo National Stadium |
| Mutoro 17 Punti 23 Irael Mutoro 7 Assist 2 Samuel Juma 11 Rimbalzi 10 Aron Cliff Owuor Allenatori |            |                  |         |                        |
|                                                                                                   |            |                  |         |                        |
| Mutoro 17                                                                                         | Punti      | 23 Irael         |         |                        |
| Mutoro 7                                                                                          | Assist     | 2 Samuel         |         |                        |
| Juma 11                                                                                           | Rimbalzi   | 10 Aron          |         |                        |
| Cliff Owuor                                                                                       | Allenatori |                  |         |                        |

| Nairobi 15 gennaio 2020, ore 14:00                                                                  | Eritrea    | 57 – 111 referto | Sudan del Sud | Nyayo National Stadium |
| Aron 23 Punti 20 Bak Aron, Irael 3 Assist 10 Bak Abiel 7 Rimbalzi 10 Mayot Allenatori Lloyd Gardner |            |                  |               |                        |
| |            |                  |               |                        |
| Aron 23                                                                                             | Punti      | 20 Bak           |               |                        |
| Aron, Irael 3                                                                                       | Assist     | 10 Bak           |               |                        |
| Abiel 7                                                                                             | Rimbalzi   | 10 Mayot         |               |                        |
| | Allenatori | Lloyd Gardner    |               |                        |

| Nairobi 15 gennaio 2020, ore 16:15                                                                                       | Somalia    | 86 – 106 referto          | Burundi | Nyayo National Stadium |
| Qaafow 24 Punti 27 Hakizimana Guled 6 Assist 4 Ndikuriyo Olol 11 Rimbalzi 11 Musoda Allenatori Alfred Makoye Ng'Halaliji |            |                           |         |                        |
| |            |                           |         |                        |
| Qaafow 24 | Punti      | 27 Hakizimana             |         |                        |
| Guled 6 | Assist     | 4 Ndikuriyo               |         |                        |
| Olol 11 | Rimbalzi   | 11 Musoda                 |         |                        |
| | Allenatori | Alfred Makoye Ng'Halaliji |         |                        |

| Nairobi 15 gennaio 2020, ore 18:30 | Tanzania   | 59 – 95 referto  | Kenya | Nyayo National Stadium |
| Lugora 18 Punti 23 Ligare Mwenda 4 Assist 5 Bosire, Mutoro Mbegu 18 Rimbalzi 11 Nyakinda Alfred Makoye Ng'Halaliji Allenatori Cliff Owuor |            |                  |       |                        |
| |            |                  |       |                        |
| Lugora 18 | Punti      | 23 Ligare        |       |                        |
| Mwenda 4 | Assist     | 5 Bosire, Mutoro |       |                        |
| Mbegu 18 | Rimbalzi   | 11 Nyakinda      |       |                        |
| Alfred Makoye Ng'Halaliji | Allenatori | Cliff Owuor      |       |                        |

| Nairobi 16 gennaio 2020, ore 14:00                                                                              | Eritrea    | 69 – 101 referto          | Tanzania | Nyayo National Stadium |
| Andom 14 Punti 31 Mwenda Samuel 7 Assist 8 Lwoga Aron 11 Rimbalzi 14 Mbegu Allenatori Alfred Makoye Ng'Halaliji |            |                           |          |                        |
| |            |                           |          |                        |
| Andom 14 | Punti      | 31 Mwenda                 |          |                        |
| Samuel 7 | Assist     | 8 Lwoga                   |          |                        |
| Aron 11 | Rimbalzi   | 14 Mbegu                  |          |                        |
| | Allenatori | Alfred Makoye Ng'Halaliji |          |                        |

| Nairobi 16 gennaio 2020, ore 16:15 | Burundi    | 59 – 100 referto | Sudan del Sud | Nyayo National Stadium |
| Nijimbere 16 Punti 30 Puot Hakizimana, Nijimbere 4 Assist 4 Puot Ndikuriyo, Nijimbere 6 Rimbalzi 11 Mayot Alfred Makoye Ng'Halaliji Allenatori Lloyd Gardner |            |                  |               |                        |
| |            |                  |               |                        |
| Nijimbere 16 | Punti      | 30 Puot          |               |                        |
| Hakizimana, Nijimbere 4 | Assist     | 4 Puot           |               |                        |
| Ndikuriyo, Nijimbere 6 | Rimbalzi   | 11 Mayot         |               |                        |
| Alfred Makoye Ng'Halaliji | Allenatori | Lloyd Gardner    |               |                        |

| Nairobi 16 gennaio 2020, ore 18:30                                                                        | Kenya      | 102 – 77 referto | Somalia | Nyayo National Stadium |
| Mutoro 31 Punti 16 Ali Bosire, Ligare 4 Assist 6 Ali Koranga 22 Rimbalzi 9 Mohamud Cliff Owuor Allenatori |            |                  |         |                        |
| |            |                  |         |                        |
| Mutoro 31                                                                                                 | Punti      | 16 Ali           |         |                        |
| Bosire, Ligare 4                                                                                          | Assist     | 6 Ali            |         |                        |
| Koranga 22                                                                                                | Rimbalzi   | 9 Mohamud        |         |                        |
| Cliff Owuor                                                                                               | Allenatori |                  |         |                        |

| Nairobi 17 gennaio 2020, ore 14:00                                                                                                 | Tanzania   | 60 – 115 referto | Sudan del Sud | Nyayo National Stadium |
| Mwenda 21 Punti 29 Bak Lugora 5 Assist 8 Lual Lugora, Mbegu 11 Rimbalzi 15 Agau Alfred Makoye Ng'Halaliji Allenatori Lloyd Gardner |            |                  |               |                        |
| |            |                  |               |                        |
| Mwenda 21 | Punti      | 29 Bak           |               |                        |
| Lugora 5 | Assist     | 8 Lual           |               |                        |
| Lugora, Mbegu 11 | Rimbalzi   | 15 Agau          |               |                        |
| Alfred Makoye Ng'Halaliji | Allenatori | Lloyd Gardner    |               |                        |

| Nairobi 17 gennaio 2020, ore 16:15                                                | Somalia  | 99 – 76 referto | Eritrea | Nyayo National Stadium |
| Mohamed 19 Punti 22 Aron Guled 5 Assist 7 Abiel Faruk, Guled 11 Rimbalzi 11 Andom |          |                 |         |                        |
|                                                                                   |          |                 |         |                        |
| Mohamed 19                                                                        | Punti    | 22 Aron         |         |                        |
| Guled 5                                                                           | Assist   | 7 Abiel         |         |                        |
| Faruk, Guled 11                                                                   | Rimbalzi | 11 Andom        |         |                        |

| Nairobi 17 gennaio 2020, ore 18:30 | Kenya      | 101 – 83 referto          | Burundi | Nyayo National Stadium |
| Ortega 19 Punti 23 Nijimbere Ligare 6 Assist 6 Nijimbere Owili 12 Rimbalzi 6 Ndikuriyo, Nijimbere Cliff Owuor Allenatori Alfred Makoye Ng'Halaliji |            |                           |         |                        |
| |            |                           |         |                        |
| Ortega 19 | Punti      | 23 Nijimbere              |         |                        |
| Ligare 6 | Assist     | 6 Nijimbere               |         |                        |
| Owili 12 | Rimbalzi   | 6 Ndikuriyo, Nijimbere    |         |                        |
| Cliff Owuor | Allenatori | Alfred Makoye Ng'Halaliji |         |                        |

| Nairobi 18 gennaio 2020, ore 08:00 | Burundi    | 79 – 53 referto           | Tanzania | Nyayo National Stadium |
| Jimbere 23 Punti 12 Lwoga Ndikuriyo 8 Assist 5 Mwenda Bujeje 12 Rimbalzi 9 Mbegu Alfred Makoye Ng'Halaliji Allenatori Alfred Makoye Ng'Halaliji |            |                           |          |                        |
| |            |                           |          |                        |
| Jimbere 23 | Punti      | 12 Lwoga                  |          |                        |
| Ndikuriyo 8 | Assist     | 5 Mwenda                  |          |                        |
| Bujeje 12 | Rimbalzi   | 9 Mbegu                   |          |                        |
| Alfred Makoye Ng'Halaliji | Allenatori | Alfred Makoye Ng'Halaliji |          |                        |

| Nairobi 18 gennaio 2020, ore 14:00                                                                                            | Tanzania   | 84 – 101 referto       | Somalia | Nyayo National Stadium |
| Mwenda 22 Punti 23 Guled Mbegu 5 Assist 7 Guled Mbegu 19 Rimbalzi 9 Mohamed, Shekmohamed Alfred Makoye Ng'Halaliji Allenatori |            |                        |         |                        |
| |            |                        |         |                        |
| Mwenda 22 | Punti      | 23 Guled               |         |                        |
| Mbegu 5 | Assist     | 7 Guled                |         |                        |
| Mbegu 19 | Rimbalzi   | 9 Mohamed, Shekmohamed |         |                        |
| Alfred Makoye Ng'Halaliji | Allenatori |                        |         |                        |

| Nairobi 18 gennaio 2020, ore 16:15                                                                                       | Burundi    | 103 – 51 referto | Eritrea | Nyayo National Stadium |
| Ndikuriyo 26 Punti 25 Irael Ndikuriyo 6 Assist 3 Irael Jimbere 10 Rimbalzi 11 Andom Alfred Makoye Ng'Halaliji Allenatori |            |                  |         |                        |
| |            |                  |         |                        |
| Ndikuriyo 26 | Punti      | 25 Irael         |         |                        |
| Ndikuriyo 6 | Assist     | 3 Irael          |         |                        |
| Jimbere 10 | Rimbalzi   | 11 Andom         |         |                        |
| Alfred Makoye Ng'Halaliji                                                                                                | Allenatori |                  |         |                        |

| Nairobi 18 gennaio 2020, ore 18:30                                                                                  | Sudan del Sud | 68 – 74 referto | Kenya | Nyayo National Stadium |
| Puondak 16 Punti 26 Ligare Kuany 3 Assist 5 Ligare Kuany 11 Rimbalzi 16 Ortega Lloyd Gardner Allenatori Cliff Owuor |               |                 |       |                        |
| |               |                 |       |                        |
| Puondak 16 | Punti         | 26 Ligare       |       |                        |
| Kuany 3 | Assist        | 5 Ligare        |       |                        |
| Kuany 11 | Rimbalzi      | 16 Ortega       |       |                        |
| Lloyd Gardner | Allenatori    | Cliff Owuor     |       |                        |

### Gruppo E
Le Comore ed il Sudafrica si sono ritirati prima dell'inizio del torneo.

| Pos | Squadra      | G | V | P | PF  | PS  | DP  | Pt | Qualificazione |
| --- | ------------ | - | - | - | --- | --- | --- | -- | -------------- |
| 1   | Madagascar   | 4 | 4 | 0 | 334 | 269 | +65 | 8  | Qualificazioni |
| 2   | Zimbabwe (H) | 4 | 1 | 3 | 254 | 275 | −21 | 5  |                |
| 3   | Zambia       | 4 | 1 | 3 | 282 | 326 | −44 | 5  |                |

1. 1 2  Zimbabwe 135–132 Zambia

| Bulawayo 21 gennaio 2020 , ore 18:00 | Zimbabwe   | 57 – 74 referto       | Madagascar | UFI/UFIC City Sports Centre |
| Nyatanga 13 Punti 23 Lahontan Chitsinde 3 Assist 4 Lahontan Pasipamire 14 Rimbalzi 8 Faralahy Addison Chiware Allenatori Tojo Hery Rasamoelina |            |                       |            |                             |
| |            |                       |            |                             |
| Nyatanga 13 | Punti      | 23 Lahontan           |            |                             |
| Chitsinde 3 | Assist     | 4 Lahontan            |            |                             |
| Pasipamire 14 | Rimbalzi   | 8 Faralahy            |            |                             |
| Addison Chiware | Allenatori | Tojo Hery Rasamoelina |            |                             |

| Bulawayo 22 gennaio 2020 , ore 18:00                                                                                                   | Madagascar | 98 – 91 (d.t.s.) referto | Zambia | UFI/UFIC City Sports Centre |
| Faralahy 26 Punti 24 Simioti Lahontan 9 Assist 6 Mauwe Solondrainy 16 Rimbalzi 13 Njovu Tojo Hery Rasamoelina Allenatori Mwape Konsolo |            |                          |        |                             |
| |            |                          |        |                             |
| Faralahy 26 | Punti      | 24 Simioti               |        |                             |
| Lahontan 9 | Assist     | 6 Mauwe                  |        |                             |
| Solondrainy 16 | Rimbalzi   | 13 Njovu                 |        |                             |
| Tojo Hery Rasamoelina | Allenatori | Mwape Konsolo            |        |                             |

| Bulawayo 23 gennaio 2020 , ore 18:00                                                                                               | Zambia     | 54 – 80 referto | Zimbabwe | UFI/UFIC City Sports Centre |
| Chona 11 Punti 23 Maturure Lubinda 2 Assist 4 Chitsinde Kandulu 15 Rimbalzi 16 Pasipamire Mwape Konsolo Allenatori Addison Chiware |            |                 |          |                             |
| |            |                 |          |                             |
| Chona 11 | Punti      | 23 Maturure     |          |                             |
| Lubinda 2 | Assist     | 4 Chitsinde     |          |                             |
| Kandulu 15 | Rimbalzi   | 16 Pasipamire   |          |                             |
| Mwape Konsolo | Allenatori | Addison Chiware |          |                             |

| Bulawayo 24 gennaio 2020 , ore 18:00 | Zambia     | 59 – 93 referto       | Madagascar | UFI/UFIC City Sports Centre |
| Njovu 12 Punti 18 Lahontan Lubinda, Njovu 4 Assist 5 Lahontan Njovu 9 Rimbalzi 11 Randriamampionona Mwape Konsolo Allenatori Tojo Hery Rasamoelina |            |                       |            |                             |
| |            |                       |            |                             |
| Njovu 12 | Punti      | 18 Lahontan           |            |                             |
| Lubinda, Njovu 4 | Assist     | 5 Lahontan            |            |                             |
| Njovu 9 | Rimbalzi   | 11 Randriamampionona  |            |                             |
| Mwape Konsolo | Allenatori | Tojo Hery Rasamoelina |            |                             |

| Bulawayo 25 gennaio 2020 , ore 15:00 | Madagascar | 69 – 62 referto      | Zimbabwe | UFI/UFIC City Sports Centre |
| Ratianarivo 12 Punti 9 Maturure, Nyatanga Ralison 3 Assist 6 Chitsinde Faralahy 8 Rimbalzi 7 Maturure Tojo Hery Rasamoelina Allenatori Addison Chiware |            |                      |          |                             |
| |            |                      |          |                             |
| Ratianarivo 12 | Punti      | 9 Maturure, Nyatanga |          |                             |
| Ralison 3 | Assist     | 6 Chitsinde          |          |                             |
| Faralahy 8 | Rimbalzi   | 7 Maturure           |          |                             |
| Tojo Hery Rasamoelina | Allenatori | Addison Chiware      |          |                             |

| Bulawayo 26 gennaio 2020 , ore 18:00 | Zimbabwe   | 55 – 78 referto            | Zambia | UFI/UFIC City Sports Centre |
| Maturure, Pasipamire 13 Punti 17 Chona Chitsinde 4 Assist 2 Kashishi, Ngoma, Simioti Maturure 12 Rimbalzi 15 Banda Addison Chiware Allenatori Mwape Konsolo |            |                            |        |                             |
| |            |                            |        |                             |
| Maturure, Pasipamire 13 | Punti      | 17 Chona                   |        |                             |
| Chitsinde 4 | Assist     | 2 Kashishi, Ngoma, Simioti |        |                             |
| Maturure 12 | Rimbalzi   | 15 Banda                   |        |                             |
| Addison Chiware | Allenatori | Mwape Konsolo              |        |                             |

### Torneo ad inviti
Cape Verde, Chad and South Sudan competed in this group, with the winners qualified for the qualifiers.

| Pos | Squadra       | G | V | P | PF  | PS  | DP  | Pt | Qualificazione |
| --- | ------------- | - | - | - | --- | --- | --- | -- | -------------- |
| 1   | Capo Verde    | 2 | 2 | 0 | 181 | 158 | +23 | 4  | Qualificazioni |
| 2   | Sudan del Sud | 2 | 1 | 1 | 185 | 160 | +25 | 3  |                |
| 3   | Ciad          | 2 | 0 | 2 | 142 | 190 | −48 | 2  |                |

| Arbitri: | Hassane Kamate Kouakou Niamien Jean Ruhamiriza |

|                     |          |             |
| Nato 24             | Punti    | 25 Mendonca |
| Taguina 7           | Assist   | 7 Da Rosa   |
| Gninguengar, Nato 6 | Rimbalzi | 11 Mendes   |

| Arbitri: | Jules Djopwouo Hassane Kamate Jean Ruhamiriza |

|                   |          |             |
| Condé, Correia 24 | Punti    | 19 Kuany    |
| Correia, Mendes 4 | Assist   | 4 Bak, Puot |
| Condé, Correia 11 | Rimbalzi | 10 Malou    |

| Arbitri: | Hassane Kamate Kouakou Niamien Jean Ruhamiriza |

|          |          |               |
| Puot 17  | Punti    | 16 Nato       |
| Kuany 6  | Assist   | 6 Taguina     |
| Kuany 14 | Rimbalzi | 7 Gninguengar |

## Qualificazioni
A causa della pandemia di COVID-19, ogni gruppo ha giocato tutte le partite delle due finestre di qualificazione, novembre 2020 e febbraio 2021, in una singola sede.

### Gruppo A
| Pos | Squadra            | G | V | P | PF  | PS  | DP   | Pt | Qualificazione                 |
| --- | ------------------ | - | - | - | --- | --- | ---- | -- | ------------------------------ |
| 1   | Tunisia            | 6 | 6 | 0 | 444 | 342 | +102 | 12 | Qualificate ad AfroBasket 2021 |
| 2   | RD del Congo       | 6 | 3 | 3 | 412 | 382 | +30  | 9  | Qualificate ad AfroBasket 2021 |
| 3   | Rep. Centrafricana | 6 | 3 | 3 | 415 | 417 | −2   | 9  | Qualificate ad AfroBasket 2021 |
| 4   | Madagascar         | 6 | 0 | 6 | 382 | 512 | −130 | 6  |                                |

1. 1 2  RD del Congo 123–120 Rep. Centrafricana

| Arbitri: | Kingsley Ojeaburu Jean Ruhamiriza Arnold Moseya |

|                     |          |                      |
| Abbassi, Slimane 12 | Punti    | Mory, Ratianarivo 12 |
| tre giocatori 4     | Assist   | Lahontan 11          |
| Abbassi 11          | Rimbalzi | Mandimbison 6        |

| Arbitri: | Sameh Estafanous Diallo Mahmadou Claudio Eiuba |

|             |          |                     |
| Ganapamo 10 | Punti    | 11 Kabongo, Munanga |
| Zachée 6    | Assist   | 5 Kabongo, Munanga  |
| Kouguere 13 | Rimbalzi | 15 Sakho            |

| Arbitri: | Wael Mostafa Walelign Gebeto Jean Ruhamiriza |

|                    |          |                  |
| Kayembe-Tshiabu 14 | Punti    | Abada 11         |
| Lukusa 4           | Assist   | el-Mabrouk 4     |
| Kaniki 8           | Rimbalzi | Abada, Hdidane 5 |

| Arbitri: | Redouane Darif Diallo Mahamadou Arnold Moseya |

|                     |          |               |
| Mory 24             | Punti    | 22 Ganapamo   |
| Randriamampionona 5 | Assist   | 10 Mokongo    |
| Mory 10             | Rimbalzi | 10 Djimrabaye |

| Arbitri: | Jean Ruhamiriza Diallo Mahamadou Claudio Eiuba |

|            |          |                      |
| Kayembe 19 | Punti    | Randriamampionona 17 |
| Kabongo 13 | Assist   | Lahontan 5           |
| Sakho 10   | Rimbalzi | Mandimbison 13       |

| Arbitri: | Kingsley Ojeaburu Walelign Gebeto Forbes Shuva |

|                         |          |             |
| el-Mabrouk 15           | Punti    | 19 Ganapamo |
| el-Mabrouk 5            | Assist   | 6 Mokongo   |
| Ben Romdhane, Hdidane 5 | Rimbalzi | 11 Dokossi  |

| Arbitri: | Aboulaye Kamagate Mbaye Seye Samuel Shofoluwe |

|                       |          |             |
| Raharimanantoanina 14 | Punti    | Abada 14    |
| quattro giocatori 2   | Assist   | Chennoufi 4 |
| Botou 5               | Rimbalzi | Mejri 10    |

| Arbitri: | Youssouf Maïga Antonio Bernardo Diallo Mahamadou |

|                  |          |              |
| Kayembe 18       | Punti    | Kouguere 21  |
| Kamba, Kayembe 2 | Assist   | Zachée 3     |
| Kayembe, Sakho 8 | Rimbalzi | Jefferson 12 |

| Arbitri: | Mbaye Seye Antonio Bernardo Youssouf Maïga |

|                 |          |           |
| Mejri 14        | Punti    | Sakho 12  |
| el-Mabrouk 6    | Assist   | Mvouika 4 |
| Ben Romdhane 10 | Rimbalzi | Sakho 7   |

| Arbitri: | Hassane Kamate Sofiane Si Youcef Haytham Ihaqaf |

|                        |          |                   |
| Dokossi 23             | Punti    | Razanamahenina 29 |
| Nganafio 5             | Assist   | tre giocatori 2   |
| Djimrabaye, Dokossi 10 | Rimbalzi | Faralahy 6        |

| Arbitri: | Antonio Bernardo Mbaye Seye Diallo Mahamadou |

|                       |          |                 |
| Ganapamo 16           | Punti    | 14 Ben Romdhane |
| Djimrabaye, Dokossi 2 | Assist   | 3 el-Mabrouk    |
| Dokossi 8             | Rimbalzi | 16 Ben Romdhane |

| Arbitri: | Hassane Kamata Cherubin Leslie Samuel Shofoluwe |

|                      |          |           |
| Mory 15              | Punti    | Kamba 21  |
| quattro giocatori 2  | Assist   | Munanga 5 |
| Raharimanantoanina 7 | Rimbalzi | Sakho 11  |

### Gruppo B
| Pos | Squadra   | G | V | P | PF  | PS  | DP  | Pt | Qualificazione                 |
| --- | --------- | - | - | - | --- | --- | --- | -- | ------------------------------ |
| 1   | Senegal   | 6 | 5 | 1 | 422 | 334 | +88 | 11 | Qualificate ad AfroBasket 2021 |
| 2   | Angola    | 6 | 4 | 2 | 467 | 383 | +84 | 10 | Qualificate ad AfroBasket 2021 |
| 3   | Kenya     | 6 | 2 | 4 | 368 | 450 | −82 | 8  | Qualificate ad AfroBasket 2021 |
| 4   | Mozambico | 6 | 1 | 5 | 355 | 445 | −90 | 7  |                                |

| Arbitri: | Tonton Banza Samir Abaakil Saber Rezgui |

|               |            |           |
| Faye 19       | Punti      | 13 Ongwae |
| Hannah 9      | Assist     | 5 Ongwae  |
| Ndoye 10      | Rimbalzi   | 9 Ongwae  |
| Mamadou Gueye | Allenatori | Liz Mills |

| Arbitri: | Sameh Estafanous Wael Mostafa Amr Abooloo |

|                |            |                                  |
| Cipriano 14    | Punti      | 15 Canivete Jr.                  |
| Morais 4       | Assist     | 6 Novela                         |
| Gakou, Paulo 6 | Rimbalzi   | 8 Canivete Jr., Ubisse           |
| José Neto      | Allenatori | Miguel Nunes Filipe James Guambe |

| Arbitri: | Sameh Estafanous Diallo Mahmadou Forbes Shuva |

|                   |            |                    |
| Mutoro, Ongwae 18 | Punti      | 17 Cipriano        |
| Bosire 5          | Assist     | 4 Gonçalves, Gakou |
| Gombe 9           | Rimbalzi   | 11 Gakou           |
| Liz Mills         | Allenatori | José Neto          |

| Arbitri: | Redouane Darif Kingsley Ojeaburu Jean Ruhamiriza |

|                                  |            |               |
| Manuel 20                        | Punti      | 13 Hannah     |
| Manuel 4                         | Assist     | 9 Hannah      |
| Canivete Jr. 7                   | Rimbalzi   | 9 Dime        |
| Miguel Nunes Filipe James Guambe | Allenatori | Mamadou Gueye |

| Arbitri: | Samir Abaakil Redouane Darif Saber Rezgui |

|                                  |            |           |
| Canivete Jr. 22                  | Punti      | 21 Ongwae |
| Matos 8                          | Assist     | 7 Ongwae  |
| Muchate 8                        | Rimbalzi   | 16 Ongwae |
| Miguel Nunes Filipe James Guambe | Allenatori | Liz Mills |

| Arbitri: | Wael Mostafa Amr Abooloo Walelign Gebeto |

|               |            |             |
| Hannah 17     | Punti      | 15 Pedro    |
| Ndour 8       | Assist     | 3 Conceição |
| Ndoye 13      | Rimbalzi   | 8 Pedro     |
| Mamadou Gueye | Allenatori | José Neto   |

| Arbitri: | Tonton Banza Saber Rezgui Didier Gaga |

|                    |            |                 |
| Bungei 11          | Punti      | 19 Diallo, Faye |
| Ongwae 3           | Assist     | 10 Ndour        |
| Bungei, Wamukota 6 | Rimbalzi   | 8 N'Diaye       |
| Liz Mills          | Allenatori | Mamadou Gueye   |

| Arbitri: | Kingsley Ojeaburu Sameh Estafanous Jean Ruhamiriza |

|                                  |            |             |
| Novela 17                        | Punti      | 21 Morais   |
| Canivete Jr. 4                   | Assist     | 9 Gonçalves |
| Manjate 7                        | Rimbalzi   | 6 Da Silva  |
| Miguel Nunes Filipe James Guambe | Allenatori | José Neto   |

| Arbitri: | Samir Abaakil Walelign Gebeto Kouakou Niamien |

|               |            |                                  |
| Ndoye 24      | Punti      | 9 Manuel                         |
| Ndour 5       | Assist     | 3 Manuel                         |
| Dime 9        | Rimbalzi   | 8 Novela                         |
| Mamadou Gueye | Allenatori | Miguel Nunes Filipe James Guambe |

| Arbitri: | Redouane Darif Sami Belgharek Opeyemi Ogunleye |

|            |            |            |
| Jungo 19   | Punti      | 16 Ongwae  |
| Domingos 5 | Assist     | 3 Ongwae   |
| Jungo 6    | Rimbalzi   | 8 Wamukota |
| José Neto  | Allenatori | Liz Mills  |

| Arbitri: | Tonton Banza Saber Rezgui Jules Djopwouo |

|                 |            |                                  |
| Awich 11        | Punti      | 15 Manuel                        |
| tre giocatori 3 | Assist     | 9 Canivete Jr.                   |
| Gombe 9         | Rimbalzi   | 6 Canivete Jr., Novela           |
| Liz Mills       | Allenatori | Miguel Nunes Filipe James Guambe |

| Arbitri: | Kingsley Ojeaburu Amr Aboollo Kouakou Niamien |

|                      |            |               |
| Bastos 24            | Punti      | 15 Ndoye      |
| tre giocatori 4      | Assist     | 5 Ndour       |
| Gonçalves, Joaquim 8 | Rimbalzi   | 8 Faye        |
| José Neto            | Allenatori | Mamadou Gueye |

### Gruppo C
| Pos | Squadra            | G | V | P | PF  | PS  | DP   | Pt | Qualificazione                 |
| --- | ------------------ | - | - | - | --- | --- | ---- | -- | ------------------------------ |
| 1   | Costa d'Avorio     | 6 | 6 | 0 | 462 | 368 | +94  | 12 | Qualificate ad AfroBasket 2021 |
| 2   | Camerun            | 6 | 4 | 2 | 429 | 330 | +99  | 10 | Qualificate ad AfroBasket 2021 |
| 3   | Guinea             | 6 | 1 | 5 | 404 | 486 | −82  | 7  | Qualificate ad AfroBasket 2021 |
| 4   | Guinea Equatoriale | 6 | 1 | 5 | 325 | 436 | −111 | 7  |                                |

1. 1 2  Guinea 155–153 Guinea Equatoriale

| Arbitri: | Tonton Banza Kingsley Ojeaburu Sofiane Si Youcef |

|                 |            |                  |
| Thompson 16     | Punti      | 17 Mansaré       |
| tre giocatori 3 | Assist     | 2 Queta, Sankhon |
| Hima 10         | Rimbalzi   | 7 Queta          |
| Natxo Lezkano   | Allenatori | Željko Zečević   |

| Arbitri: | Sameh Estafanous Amr Aboollo Alioune Fall |

|                      |            |                |
| quattro giocatori 11 | Punti      | 15 Sam         |
| Gbetkom, Kadji 3     | Assist     | 3 Sam          |
| Nkene 8              | Rimbalzi   | 7 Cabral       |
| Lazare Adingono      | Allenatori | Stéphane Dumas |

| Arbitri: | Kingsley Ojeaburu Sameh Estafanous Jean Ruhamiriza |

|                |            |               |
| Cabral, Sam 19 | Punti      | 18 Konaté     |
| Mbansogo 7     | Assist     | 6 Fofana      |
| Ikaka 9        | Rimbalzi   | 12 Thompson   |
| Stéphane Dumas | Allenatori | Natxo Lezkano |

| Arbitri: | Amr Aboollo Sofiane Si Youcef Tonton Banza |

|                |            |                 |
| Condé 12       | Punti      | 18 Moto         |
| Queta 2        | Assist     | 6 Pitard        |
| Drame 10       | Rimbalzi   | 10 Mbala        |
| Željko Zečević | Allenatori | Lazare Adingono |

| Arbitri: | Kingsley Ojeaburu Tonton Banza Alioune Fall |

|                 |            |                |
| Drame 19        | Punti      | 24 Cabral      |
| tre giocatori 4 | Assist     | 9 Mbansogo     |
| Drame, Queta 12 | Rimbalzi   | 9 Cabral, Sam  |
| Željko Zečević  | Allenatori | Stéphane Dumas |

| Arbitri: | Sameh Estafanous Amr Aboollo Sofiane Si Youcef |

|                 |            |                     |
| Kome, Mbala 13  | Punti      | 25 Konaté           |
| Pitard 4        | Assist     | 5 Kebe              |
| Mbala 14        | Rimbalzi   | 7 Coulibaly, Konaté |
| Lazare Adingono | Allenatori | Natxo Lezkano       |

| Arbitri: | Amr Abooloo Sami Belgharek Jules Djopwouo |

|                 |            |                 |
| Doumbia 16      | Punti      | 14 Thompson     |
| Doumbia 4       | Assist     | 3 tre giocatori |
| tre giocatori 6 | Rimbalzi   | 6 Kouassi       |
| Željko Zečević  | Allenatori | Natxo Lezkano   |

| Arbitri: | Tonton Banza Sameh Estafanous Jean Ruhamiriza |

|                       |            |                |
| Zouzoua 20            | Punti      | 24 Sam         |
| Kebe, Pamba 6         | Assist     | 6 Mbansogo     |
| Coulibaly, Thompson 9 | Rimbalzi   | 6 Mitogo, Sam  |
| Natxo Lezkano         | Allenatori | Stéphane Dumas |

| Arbitri: | Kingsley Ojeaburu Amr Abooloo Didier Gaga |

|                 |            |                     |
| Nzeulie 22      | Punti      | 11 Sakho            |
| tre giocatori 4 | Assist     | 3 Conde, Sy         |
| Bayehe 8        | Rimbalzi   | 4 quattro giocatori |
| Lazare Adingono | Allenatori | Željko Zečević      |

| Arbitri: | Samir Abaakil Redouane Darif Opeyemi Ogunleye |

|                |            |                |
| Cabral 24      | Punti      | 18 Mansaré     |
| Mbansogo 6     | Assist     | 11 Doumbia     |
| Cabral 12      | Rimbalzi   | 14 Drame       |
| Stéphane Dumas | Allenatori | Željko Zečević |

| Arbitri: | Sameh Estafanous Walelign Gebeto Jean Ruhamiriza |

|               |            |                 |
| Konaté 12     | Punti      | 13 Narace       |
| Diabaté 6     | Assist     | 5 Pitard        |
| Kouassi 8     | Rimbalzi   | 10 Yangue       |
| Natxo Lezkano | Allenatori | Lazare Adingono |

| Cancellata | Guinea Equatoriale | 0 – 20 | Camerun |  |

### Gruppo D
| Pos | Squadra       | G | V | P | PF  | PS  | DP   | Pt | Qualificazione                   |
| --- | ------------- | - | - | - | --- | --- | ---- | -- | -------------------------------- |
| 1   | Nigeria       | 6 | 6 | 0 | 465 | 363 | +102 | 12 | Qualificate ad AfroBasket 2021   |
| 2   | Sudan del Sud | 6 | 3 | 3 | 397 | 397 | 0    | 9  | Qualificate ad AfroBasket 2021   |
| 3   | Mali          | 6 | 2 | 4 | 399 | 428 | −29  | 8  | Qualificate ad AfroBasket 2021   |
| 4   | Ruanda        | 6 | 1 | 5 | 345 | 418 | −73  | 7  | Qualificata come paese ospitante |

1. ↑  Il Sud Sudan ha sostituito l'Algeria, la quale non ha potuto partecipare alla partita di apertura.[10]

| Arbitri: | Walelign Gebeto Tonton Banza Claudio Eiuba |

|             |            |                 |
| Agada 16    | Punti      | 10 Wek          |
| Iroegbu 8   | Assist     | 3 Kuany, Makoi  |
| Egekeze 9   | Rimbalzi   | 8 Acuoth, Malou |
| Mfon Udofia | Allenatori | Luol Deng       |

| Arbitri: | Samir Abaakil Wael Mostafa Arnold Moseya |

|              |            |                    |
| Diarra 19    | Punti      | 17 Gasana, Ndizeye |
| Saounera 5   | Assist     | 6 Filer            |
| Sidibé 11    | Rimbalzi   | 10 tre giocatori   |
| Rémi Giuitta | Allenatori | Henry Mwinuka      |

| Arbitri: | Kingsley Ojeaburu Tonton Banza Saber Rezgui |

|           |            |              |
| Acuoth 11 | Punti      | 14 Cissé     |
| Makoi 5   | Assist     | 5 Saounera   |
| Puondak 7 | Rimbalzi   | 11 Diarra    |
| Luol Deng | Allenatori | Rémi Giuitta |

| Arbitri: | Amr Aboollo Sameh Estafanous Claudio Eiuba |

|               |            |             |
| Kabange 13    | Punti      | 18 Diogu    |
| Filer 6       | Assist     | 7 Iroegbu   |
| Ndizeye 6     | Rimbalzi   | 8 Omoerah   |
| Henry Mwinuka | Allenatori | Mfon Udofia |

| Arbitri: | Tonton Banza Wael Mostafa Redouane Darif |

|                |            |                  |
| Iroegbu 17     | Punti      | 22 Djambo        |
| Iroegbu 6      | Assist     | 6 Kanté          |
| Omogbo, Uzoh 8 | Rimbalzi   | 6 Diarra, Sidibé |
| Mfon Udofia    | Allenatori | Rémi Giuitta     |

| Arbitri: | Samir Abaakil Amr Aboollo Sameh Estafanous |

|               |            |            |
| Shyaka 17     | Punti      | 13 Puondak |
| Gasana 5      | Assist     | 4 Kuany    |
| Kaje 21       | Rimbalzi   | 8 Wek      |
| Henry Mwinuka | Allenatori | Luol Deng  |

| Arbitri: | Tarek Ben Ltaifa Babacar Gueye Haytham Ihaqaf |

|           |            |                  |
| Omot 27   | Punti      | 16 Iroegbu       |
| Puot 5    | Assist     | 5 Iroegbu        |
| Wek 8     | Rimbalzi   | 7 Diogu, Iroegbu |
| Luol Deng | Allenatori | Mfon Udofia      |

| Arbitri: | Antonio Bernardo Hassane Kamaté Sofiane Si Youcef |

|               |            |                    |
| Ibeh 10       | Punti      | 12 Diarra          |
| Gasana 5      | Assist     | 4 Kanté            |
| Kaje 10       | Rimbalzi   | 5 Djambo, Doucouré |
| Henry Mwinuka | Allenatori | Rémi Giuitta       |

| Arbitri: | Hassane Kamaté Kamagate Aboulaye Babacar Gueye |

|             |            |                                |
| Omoerah 13  | Punti      | 14 Mpoyo                       |
| Iroegbu 5   | Assist     | 4 Kaje, Nshobozwabyosenumukiza |
| Moneke 8    | Rimbalzi   | 7 Kaje                         |
| Mfon Udofia | Allenatori | Henry Mwinuka                  |

| Arbitri: | Cherubin Leslie Sofiane Si Youcef Yann Davidson |

|              |            |           |
| Doucouré 14  | Punti      | 21 Kuany  |
| Doucouré 4   | Assist     | 4 Kuany   |
| Djambo 8     | Rimbalzi   | 8 Wek     |
| Rémi Giuitta | Allenatori | Luol Deng |

| Arbitri: | Tarek Ben Ltaifa Sofiane Si Youcef Yann Davidson |

|                     |            |                    |
| Haidara 11          | Punti      | 20 Diogu           |
| Kanouté, Saounera 3 | Assist     | 3 Iroegbu, Omoerah |
| Djambo 10           | Rimbalzi   | 11 Diogu           |
| Rémi Giuitta        | Allenatori | Mfon Udofia        |

| Arbitri: | Cherubin Leslie Babacar Gueye Claudio Eiuba |

|           |            |                           |
| Kuany 13  | Punti      | 15 Nshobozwabyosenumukiza |
| Kuany 4   | Assist     | 4 Kaje                    |
| Wek 8     | Rimbalzi   | 11 Gasana                 |
| Luol Deng | Allenatori | Henry Mwinuka             |

### Gruppo E
| Pos | Squadra    | G | V | P | PF  | PS  | DP   | Pt | Qualificazione                 |
| --- | ---------- | - | - | - | --- | --- | ---- | -- | ------------------------------ |
| 1   | Egitto     | 5 | 5 | 0 | 464 | 359 | +105 | 10 | Qualificate ad AfroBasket 2021 |
| 2   | Uganda     | 4 | 3 | 1 | 349 | 349 | 0    | 7  | Qualificate ad AfroBasket 2021 |
| 3   | Capo Verde | 5 | 1 | 4 | 394 | 431 | −37  | 6  | Qualificate ad AfroBasket 2021 |
| 4   | Marocco    | 6 | 1 | 5 | 435 | 503 | −68  | 7  |                                |

1. 1 2 3  La classifica finale del gruppo E è stata stilata in base alla percentuale di partite vinte, come da decisione del Consiglio centrale della FIBA del 26 marzo 2021.

| Arbitri: | Antonio Bernardo Youssouf Maïga Haytham Ihaqaf |

|                    |            |                      |
| Oraby 16           | Punti      | 20 Enabu             |
| Mahmoud, Metwaly 4 | Assist     | 6 Drileba, Wainright |
| Oraby, Shehata 7   | Rimbalzi   | 12 Geu               |
| Ahmed Marei        | Allenatori | George Galanopoulos  |

| Arbitri: | Babacar Gueye Hassane Kamaté Amir Taboubi |

|                      |            |                  |
| Lahrichi 18          | Punti      | 26 I. Almeida    |
| El Haoua, Lahrichi 4 | Assist     | 7 Xavier         |
| Lanani 12            | Rimbalzi   | 10 I. Almeida    |
| Labib El Hamrani     | Allenatori | Emanuel Trovoada |

| Arbitri: | Babacar Gueye Haytham Ihaqaf Opeyemi Ogunleye |

|                     |            |                  |
| Opong 29            | Punti      | 25 Choua         |
| Enabu 7             | Assist     | 8 Gourari        |
| Drileba 9           | Rimbalzi   | 14 Choua         |
| George Galanopoulos | Allenatori | Labib El Hamrani |

| Arbitri: | Hassane Kamate Youssouf Maïga Amir Taboubi |

|                  |            |                  |
| Xavier 25        | Punti      | 17 el-Gendi      |
| Xavier 8         | Assist     | 6 Saleh          |
| I. Almeida 13    | Rimbalzi   | 5 el-Gendi, Kejo |
| Emanuel Trovoada | Allenatori | Ahmed Marei      |

| Arbitri: | Hassane Kamate Youssouf Maïga Haytham Ihaqaf |

|                     |            |                       |
| Wainright 36        | Punti      | 24 J. Almeida, Xavier |
| Wainright 7         | Assist     | 8 I. Almeida, Xavier  |
| Wainright 13        | Rimbalzi   | 8 I. Almeida          |
| George Galanopoulos | Allenatori | Emanuel Trovoada      |

| Arbitri: | Antonio Bernardo Babacar Gueye Opeyemi Ogunleye |

|                  |            |                     |
| Foulani 13       | Punti      | 17 Farag            |
| Gourari 9        | Assist     | 4 quattro giocatori |
| Gourari 9        | Rimbalzi   | 8 Mahmoud           |
| Labib El Hamrani | Allenatori | Ahmed Marei         |

| Arbitri: | Tarek Ben Ltaifa Youssouf Maïga Claudio Eiuba |

|                  |            |                  |
| Xavier 21        | Punti      | 22 Lahrichi      |
| Monteiro 6       | Assist     | 4 Gourari        |
| Lopes 8          | Rimbalzi   | 7 Lahrichi       |
| Emanuel Trovoada | Allenatori | Labib El Hamrani |

| Arbitri: | Cherubin Leslie Yann Davidson Claudio Eiuba |

|                  |            |                  |
| Shousha 16       | Punti      | 13 Da Rosa       |
| Kamal, Mahmoud 4 | Assist     | 3 Xavier         |
| Mahmoud 7        | Rimbalzi   | 5 Correia, Lopes |
| Ahmed Marei      | Allenatori | Emanuel Trovoada |

| Arbitri: | Tarek Ben Ltaifa Yann Davidson Aboulaye Kamagate |

|             |            |                   |
| Shousha 14  | Punti      | 11 tre giocatori  |
| Behiry 6    | Assist     | 2 Choua, Lahrichi |
| Mahmoud 9   | Rimbalzi   | 9 Lahrichi        |
| Ahmed Marei | Allenatori | Labib El Hamrani  |

| Arbitri: | Hassane Kamate Tarek Ben Ltaifa Kouakou Niamien |

|                  |            |                     |
| tre giocatori 13 | Punti      | 20 Kaluma           |
| Khalfi 4         | Assist     | 3 Wainright         |
| Choua 6          | Rimbalzi   | 12 Wainright        |
| Labib El Hamrani | Allenatori | George Galanopoulos |

| Cancellata | Uganda | – | Egitto |  |

| Cancellata | Capo Verde | – | Uganda |  |

## Squadre qualificate
| Nazione            | Qualificata come        | Data di qualificazione | Pres. | Ult.    | Miglior piazzamento                                                         |
| ------------------ | ----------------------- | ---------------------- | ----- | ------- | --------------------------------------------------------------------------- |
| Ruanda             | Nazione ospitante       | 23 giugno 2019         | 6ª    | 2017    | Nono posto (2009)                                                           |
| Nigeria            | Migliori 3 del gruppo D | 17 febbraio 2021       | 19ª   | 2017    | Campione (2015)                                                             |
| Sudan del Sud      | Migliori 3 del gruppo D | 18 febbraio 2021       | 1ª    | Debutto | Debutto                                                                     |
| Mali               | Migliori 3 del gruppo D | 18 febbraio 2021       | 20ª   | 2017    | Terzo posto (1972)                                                          |
| Senegal            | Migliori 3 del gruppo B | 19 febbraio 2021       | 29ª   | 2017    | Campione (1968, 1972, 1978, 1980, 1997)                                     |
| Costa d'Avorio     | Migliori 3 del gruppo C | 19 febbraio 2021       | 24ª   | 2017    | Campione (1981, 1985)                                                       |
| Tunisia            | Migliori 3 del gruppo A | 19 febbraio 2021       | 23ª   | 2017    | Campione (2011, 2017)                                                       |
| Angola             | Migliori 3 del gruppo B | 19 febbraio 2021       | 21ª   | 2017    | Campione (1989, 1992, 1993, 1995, 1999, 2001, 2003, 2005, 2007, 2009, 2013) |
| Egitto             | Migliori 3 del gruppo E | 20 febbraio 2021       | 24ª   | 2017    | Campione (1962, 1964, 1970, 1975, 1983)                                     |
| Camerun            | Migliori 3 del gruppo C | 20 febbraio 2021       | 10ª   | 2017    | Secondo posto (2007)                                                        |
| Rep. Centrafricana | Migliori 3 del gruppo A | 20 febbraio 2021       | 20ª   | 2017    | Campione (1974, 1987)                                                       |
| RD del Congo       | Migliori 3 del gruppo A | 20 febbraio 2021       | 7ª    | 2017    | Quarto posto (1975)                                                         |
| Kenya              | Migliori 3 del gruppo B | 20 febbraio 2021       | 4ª    | 1993    | Quarto posto (1993)                                                         |
| Guinea             | Migliori 3 del gruppo C | 2 marzo 2021           | 6ª    | 2017    | Quarto posto (1962)                                                         |
| Capo Verde         | Migliori 3 del gruppo E | 8 luglio 2021          | 7ª    | 2015    | Terzo posto (2007)                                                          |
| Uganda             | Migliori 3 del gruppo E | 8 luglio 2021          | 3ª    | 2017    | Tredicesimo posto (2017)                                                    |